# Zug
Zug (latinul Tugium) település Svájcban, az azonos nevű kanton székhelye.

## A város története

### Az első települések, i. e. 4000
A település története az újkőkorszak idejére nyúlik vissza: ebből az időből származnak az első tóparti cölöpépítmények (a mai Vorstadt területén). A hallstatti- és a La Tène-kultúra idejéből származó leletek azt bizonyítják, hogy a hely tómenti fekvése miatt már abban az időben biztonságosnak számított különböző korszakok különféle népei számára. Zug neve nagy valószínűséggel a Fischzug (halfogás hálóval) szóból alakult ki, ami arra enged következtetni, hogy a terület lakói a vizet táplálékforrásként használták.
A Loreto városrészben talált római kori halottégetéses sírmezők és egyéb leletek a város területén, valamint egy alemann temető Löberen városrészben igazolják az ókori népek letelepedését a mai Zug területén. A szomszéd városok nevei – például Inwil, Trubikon, Oberwil – alemann betelepülőkre vezethető vissza, akik a 6-7. században telepedtek le a Zugi-tó északkeleti partján.

### Városalapítás
Az alemann hercegség összeomlása után a mai Zugi kanton területének nagy része a zugi várban lakó II. Rudolf lenzburgi grófé és családjáé volt. Halála után, 1173-ban a Kyburgok örökölték a lenzburgi birtokokat és a 13. század elején megalapítottak Zug városát. A várossal együtt a többi uradalmi terület is a kyburgi grófok birtokába került, akik folyamatosan kibővítették és megerősítették a várost. 1242-ben jelenik meg először hivatalos okiratban Zug neve oppidium-ként (latinul város, kisváros), majd 1255-ben első ízben történik említés a településről, mint várról (castrum).
Sokáig azt gondolták, hogy a városalapítás motívuma a település kedvező fekvése a Zürichtől Gotthardon keresztül Észak-Olaszország irányába vezető úton. A feltételezés ellen szól az a tény, hogy Zug csak később – 1303 és 1326 között – kapta meg a vámelőjogot és Zürich olaszországi kereskedelme során előnyben részesítette a kedvezőbb fekvésű graubündeni hágókat.
A város kezdetben csupán a mai óváros egy részét foglalta magában, de a mai Untergasse (=alsó köz) alatt volt még egy harmadik utca, ami már nem létezik. (A mai Untergasse az 1435-ben bekövetkezett szerencsétlenségig a Mittelgasse (=középső köz) volt.) A város hat, nagyjából párhuzamosan, déli irányba futó házsorból állt.
Kereskedők, árusok, kézművesek és napszámosok hamar felismerték a Zugi-tó északkeleti partján elterülő város jelentőségét. A virágzó Gotthard-útvonal – amely mentén Zug fekszik – rövid idő alatt jóléthez, hatalomhoz és pénzhez juttatta a várost.

### Az osztrák uralom
A XIII. század közepére kihaltak a Zähringenek, a Kyburgok, és a Habsburg házasodási politika meghozta gyümölcsét: ők lettek a mai Svájc legjelentősebb hűbérurai, miután vonzónak találták a Szent Gotthárd-hágó kereskedelmi forgalmát.
A 13. század második felében Zug és a városhoz tartozó területek nagy része gazdát cserélt: ettől kezdve az osztrák Habsburg dinasztia őrködött felette: 1273-ban néhány hónappal királlyá koronázása előtt I. Rudolf felvásárolta az egykor kyburgi és laufenburgi birtokok nagy részét, valamint Zug városát és Arthot is. Rudolf nem vonta ugyan vissza a korábbi szabadságjogokat, de mivel személyesen nem tudta gyakorolni jogait, helytartókat nevezett ki. A feszültséget az okozta, hogy a helytartók idegenek voltak, nem ismerték el a helyiek hagyományait, önrendelkezését és bíráskodási gyakorlatait, hanem ezeket saját maguk próbálták intézni.
A Habsburgok jelentősen hozzájárultak a város védelmi rendszerének kiépítéséhez: az egyszerű városkaput 1300 körül egy toronnyal erősítették meg. A várost körbevevő falat egy további fallal tették erősebbé (1326 és 1370 között), amit kívülről mélyárok védett.

### Morgarteni csata

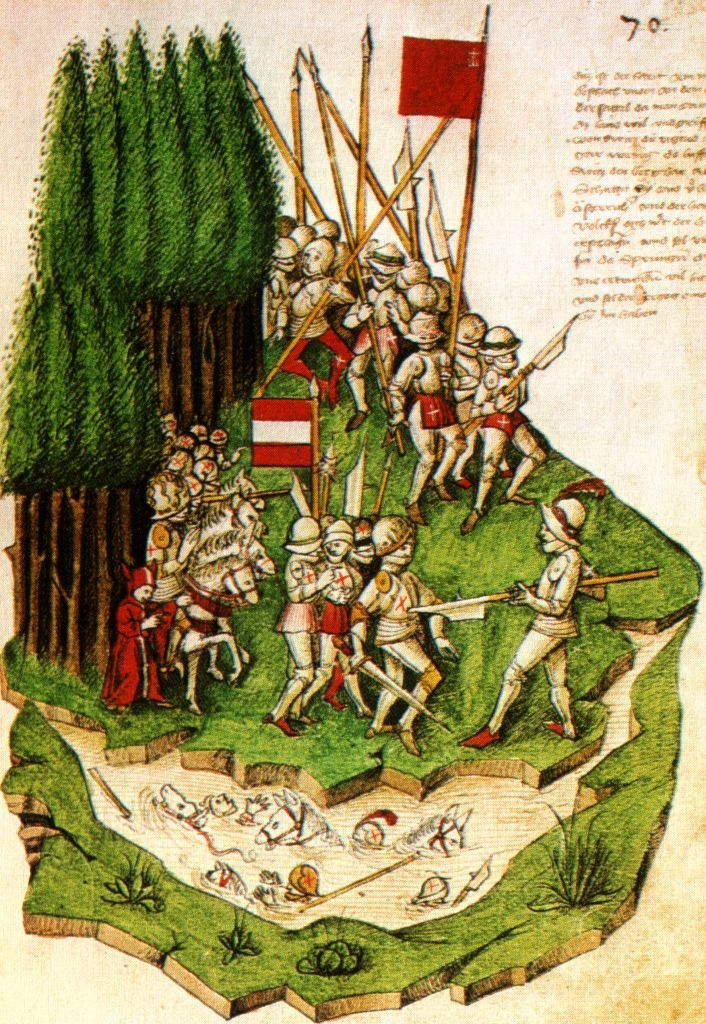
A Morgarteni csata, Berner Chronik, 1483

A rossz viszony a konföderáció és a Habsburg uralkodóház között az 1314. november 25-ei német-római királyválasztás idejéből származik: egyidejűleg választották meg Wittelsbachi Iv. Lajost és Habsburg Szép Frigyest. A szövetség Lajost támogatta. Ez és az Einsiedelni apátságra mért támadás vették rá I. Lipótot a konföderáció elleni hadjáratra.
A csata előestéjén az osztrák urak I. Lipót osztrák herceg vezetésével összegyűltek, hogy megvitassák a stratégiát. Zug a habsburg, a lenzburgi és kyburgi lovasok, valamint a zugi, zürichi és einsidelni harcosok felvonulási helyeként szolgált: innen indult el a sereg az Aegeri-tónál elhelyezkedő fennsíkon keresztül Sattel irányába, hogy behatoljon Schwyzbe. Akkoriban szokás szerint az ellenséges erők tájékoztatták egymást a mindenkori tervekről és szándékokról és egy meghatározott csatamezőn mérték össze erejüket. Ebben az esetben viszont nem a klasszikus értelemben vett, katonák közötti harcról volt szó: az osztrák helytartók az eljövendő összecsapást schwyzi parasztok és Habsburg lovagok közötti dolognak tartották, ezért nem tartották be az általános szabályokat.
A Habsburg sereg létszámban és fegyvertechnikailag is egyértelmű fölényben volt az ellenséghez képest: egy 2 000 lovasból és 7 000 gyalogosból álló osztrák sereg indult el, hogy helyreállítsa a Habsburgok uralmát a felkelő kantonok felett. A svájciak 1 500 emberből álló maroknyi serege mozgékony gyalogságból állt, fő fegyverük a hosszú lándzsa vagy alabárd volt. A svájciak előre felkészültek voltak, alaposan felmérték a terepviszonyokat és keresték a terület számukra jó adottságait, míg az osztrák sereg számára a svájci terep- és olykor rossz látási viszonyok nagy akadályt jelentettek.
Henrik hünenbergi gróf viszont figyelmeztette a schwyzi parasztokat, akik kövekkel és fatörzsekkel zárták el a hozzájuk vezető utat. 1315. november 15-én a szövetséges svájciak az Aegeri-tó feletti szűk helyen bújtak el és készenlétbe helyezett kövekkel és feszítővasakkal várták a zugi-Habsburg lovasok megérkezését. Az osztrák sereg gyanútlanul vonult a Morgarteni-hágóban: nem számítottak támadásra, azt gondolták, hogy a svájciak majd a falvakban és erdőkben folytatnak ellenállást. A hágó szűk utcájába érve viszont a svájciak hatalmas sziklákat gurítottak a seregre, majd szörnyű mészárlásba kezdtek. Az osztrákok teljesen képtelenek voltak a védekezésre, megsemmisítő vereséget szenvedtek.

### Belépés az államszövetségbe

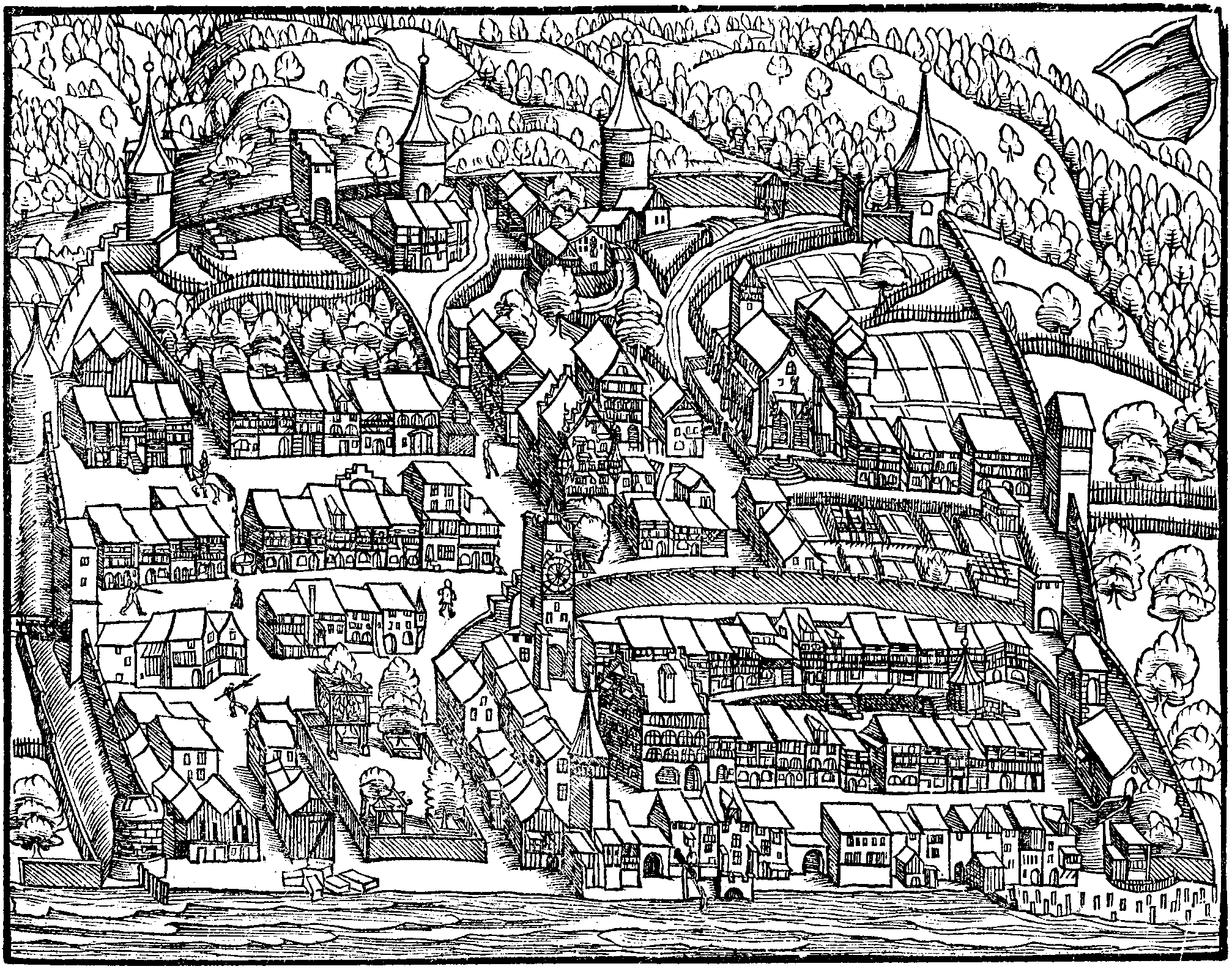
Zug legrégebbi ábrázolása Johannes Stumpf krónikájában (1547/48)

A Habsburgok veresége után Zug egy ideig továbbra is Habsburg irányítás alatt maradt. Miután 1332-ben Luzern belépett a szövetségbe és Zürich is tagja lett a konföderációnak (1351. május 1.), Zugot teljesen svájci szövetséges terület vette körül. Zug nem kapott segítséget Albrecht hercegtől, különösebb ellenállás nélkül megadta magát és a szövetség erői 1352. június 8-án megszállhatták Zugot. A város külső kerületeivel (Ägeri, Menzingen és Baar) együtt 1352. június 27-én belépett a svájci államszövetségbe. Az úgynevezett Zugi szövetség (Zugerbund) nem sokat változtatott a hatalmi helyzeten: a Habsburg uralom Zug felett nem szűnt meg, a zugiakat továbbra is a Habsburg törvények elismerésére és kiszabott adók megfizetésére kötelezték.
Zürichet másodszor is megszállta Albrecht herceg; a konfliktus 1352. szeptember 1-jén Brandenburgi Lajos gróf közvetítésével kötött békeszerződéssel ért véget. A szerződés elismerte ugyan a svájci szövetséget, de nem tett említést a Zugi szövetségről: fennmaradt a Habsburg fennhatóság.
1365 nyarán a schwyziek – a többi szövetséges település segítsége nélkül – hatalmába kerítette Zugot: okmányok bizonyítják, hogy ettől kezdve (1370 és 1404 között) Schwyz nevezte ki a tiszttartókat, illetve törvényszolgákat. Az adók viszont továbbra is a Habsburgokat illették.
1400. június 24-én Vencel német király pallosjogot adományozott Zugnak.

### Zug függetlensége
Luxemburgi Zsigmond rendelkezése szerint Zug 1415-től kizárólag a császár hatalma alatt állt; ezzel minden Habsburg igény megszűnt. A 14. és 15. század folyamán Zug egyre több helytartóságot (Cham, Steinhausen, Hünenberg, Risch és Walchwil) szerzett a Zugi-tó körül. Gazdagsága lehetővé tette a város bővítését és szépítését: 1478-ban Hans Felder építőmester vezetésével megépült a Szent Oszvald templom, 1505-ben elkészült a Rathaus, 1516-ban egy kórház (ma iskolaépület) és 1530-ban a magtár (Kornhaus, ma könyvtár).
A város új védelmi rendszere és a Neugasse (új utca) egy teljesen szabályos körív szerint halad, amelynek közepén – a Kolinplatzon – minden közlekedési útvonal találkozik. A város tervrajza az olasz reneszánsz városokéval mutat hasonlóságot.

### Katasztrófa az óvárosban
1435. március 4-én délután 5 órakor egy szörnyű katasztrófa sújtotta az akkor kb. 4-500 lakosú Zugot. Az óvárosi utcák közül a „legalsó” („alsó utca”), ami közvetlenül a Zugi-tó partján húzódott, beszakadt és elsüllyedt a tóban. A szerencsétlenség során mintegy 60 ember vesztette életét, köztük az akkori tiszttartó és a város írnoka, ami azt bizonyítja, hogy akkoriban ezek a házak Zug előkelő lakónegyedét alkották.

### A kappeli vallásháborúk

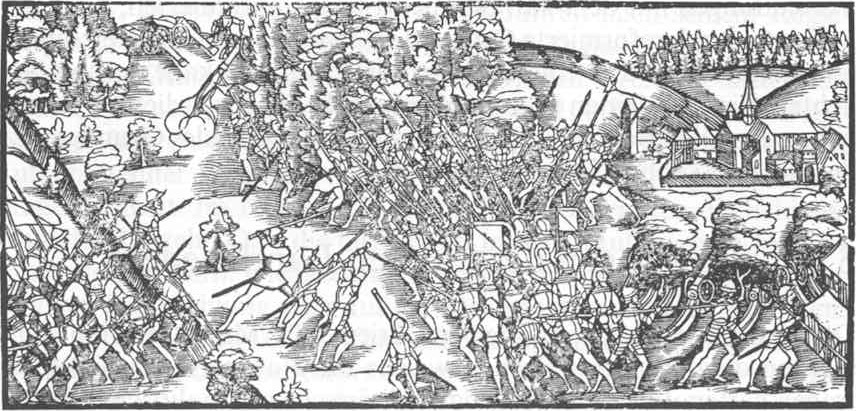
A 2. kappeli csata, 1531. október 11., Johannes Stumpf krónikájában

Zug a reformáció idején (1526) katolikus maradt. A kappeli háborúk során (Kappeli csata, 1529 és Gubeli csata, 1531) a református zürichiek és a katolikus belső svájciak álltak egymással szemben. Az első vallási nézeteltérés harc nélkül zárult: döntés született arról, hogy minden település azt a vallást gyakorolhatja, amely mellett a többség dönt. A békét az úgynevezett „kappeli tejlevessel” pecsételték meg, amelyhez Zürich a kenyeret, Belső-Svájc pedig a tejet szolgáltatta.
A megállapodás nem tartott sokáig. A zürichi református Ulrich Zwingli újabb támadásra hívta fel a reformátusokat: Zürich 1531. október 9-én hadat üzent. A Kappel am Albisnál lezajlott csatában (október 11.) a zürichiek vereséget szenvedtek, Zwingli elesett a csatában. A 13 nappal későbbi harc Gubelnél véglegesen a katolikusok javára döntötte el a háborút. A második kappeli békével (1531. november 20.) lezárult a második vallásháború is és ezzel együtt véget ért a reformáció tovább terjedése Svájcban.
Zug Uri, Schwyz, Unterwalden, Freiburg és Solothurn kantonokkal együtt 1586. október 5-én létrehozta az Arany Szövetséget (Goldener Bund;)

### Sonderbund-háború
A napóleoni háborúk idején a Helvét Köztársaságban Zug a waldstätti kanton politikai központja, 1799-1802 között a kanton székhelye lett. A Helvét Köztársaság szétesése után Zugot 1814-ben a Zugi kanton első alkotmánya alapján a kanton székhelyének nevezték ki.
1830 és 1847 közötti éveket a konzervatívok és a liberálisok közötti politikai nézeteltérések határozták meg: fölerősödtek a központosított szövetségi államra törekvő liberális és a hagyományos berendezkedés mellett álló konzervatív kantonok közötti ellentétek. Zug, Luzern, Uri, Schwyz, Unterwalden, Freiburg és Wallis kantonok önrendelkezésük és területük védelme érdekében különszövetséget (Sonderbund), így a katolikus, konzervatív kantonok és a liberális protestáns kantonok között kirobbant Sonderbund háborúban a katolikusok oldalán harcolt. A háborúban a liberálisok győztek, a Sonderbund feloszlott, Zug 1847. november 22-én kapitulált, a szövetséges csapatok elfoglalták és háborús kárpótlás fizetésére kötelezték.

### Modernizálás

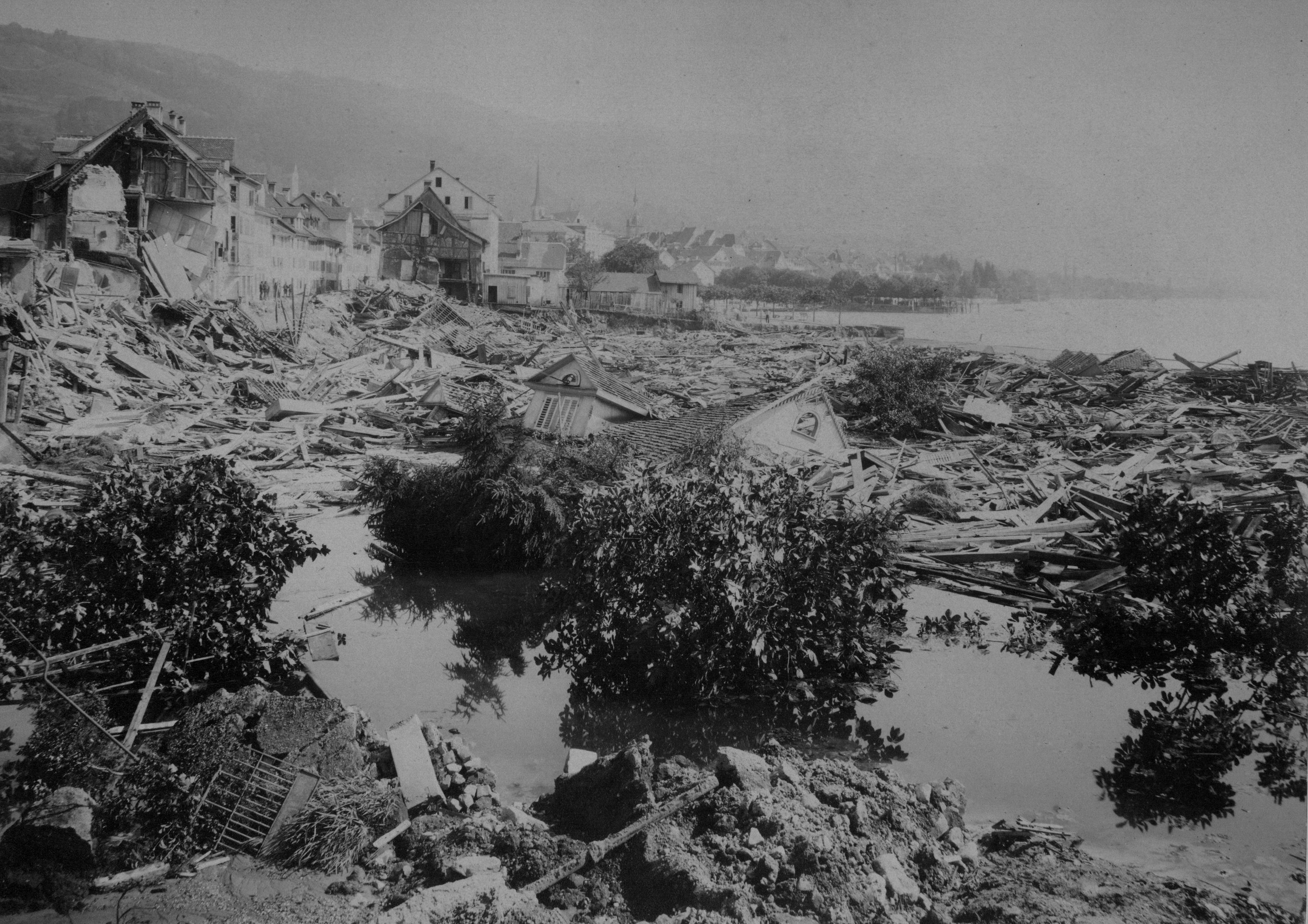
Zug az 1887. július 5-ei katasztrófa után

A 19. század második felétől Zugot is elérték az új felfedezések, a modern technika újításai: 1864-ben megnyitották az első vasútvonalat a zugi vidéken, majd kb. 30 évvel később megépült a Zugi-tó keleti partja mentén húzódó vonal. Az iparosítás időszakában jelentősen bővítették a tömegközlekedést és számos új lakóház épült.
1887. július 5-én újabb katasztrófa történt a városban: a rakparton végzett munkálatok (cövekelés, feltöltés) miatt a tópart egy szakasza meglazult, majd leszakadt és 35 házat rántott magával, amely során 11 ember vesztette életét, 650 személy otthontalan maradt. A későbbiekben a partszakasz tehermentesítése érdekében 15 házat lebontottak és a területet parkosították.
1946–1948-ban a település egy nagyvonalú segélyakciót szervezett Fürstenfeldnek, amely jelentősen hozzájárult az osztrák város újjáépítéshez.
A 2001. szeptember 27-ei zugi merénylet során tizennégyen meghaltak, amikor egy rendőrnek álcázott fegyveres lövöldözni kezdett géppisztolyával Zug tartományi parlamentjében.

## Zug címere
Zug címere három részből áll: a fehér doborpajzs alapot egy vízszintes kék pólya mesteralak osztja fel. A Zugi kanton is átvette ezt a kombinációt, de egy másik kék-árnyalatot használ, mint a város. A város a 20. század elején a könnyebb megkülönböztethetőség kedvéért a címer felsőrészéhez sisakdíszként egy sárga fogazott várfalat illesztett. Zug címere a Habsburgokra utal, akik hivatalosan 1352. június 27-ig a város urai voltak. (Az egykori piros-fehér-piros pajzscímer a mai osztrák címer alapja.) A középkorban a címer felépítése fontos volt a felismeréshez, illetve megkülönböztetéshez, a színek alárendelt szerepet játszottak és azokat meg lehetett változtatni. Ezzel magyarázható, hogy a zugi címerszínek megtalálhatók egykori osztrák nemesi családok címerében.

## A város nevezetességei

### Zytturm

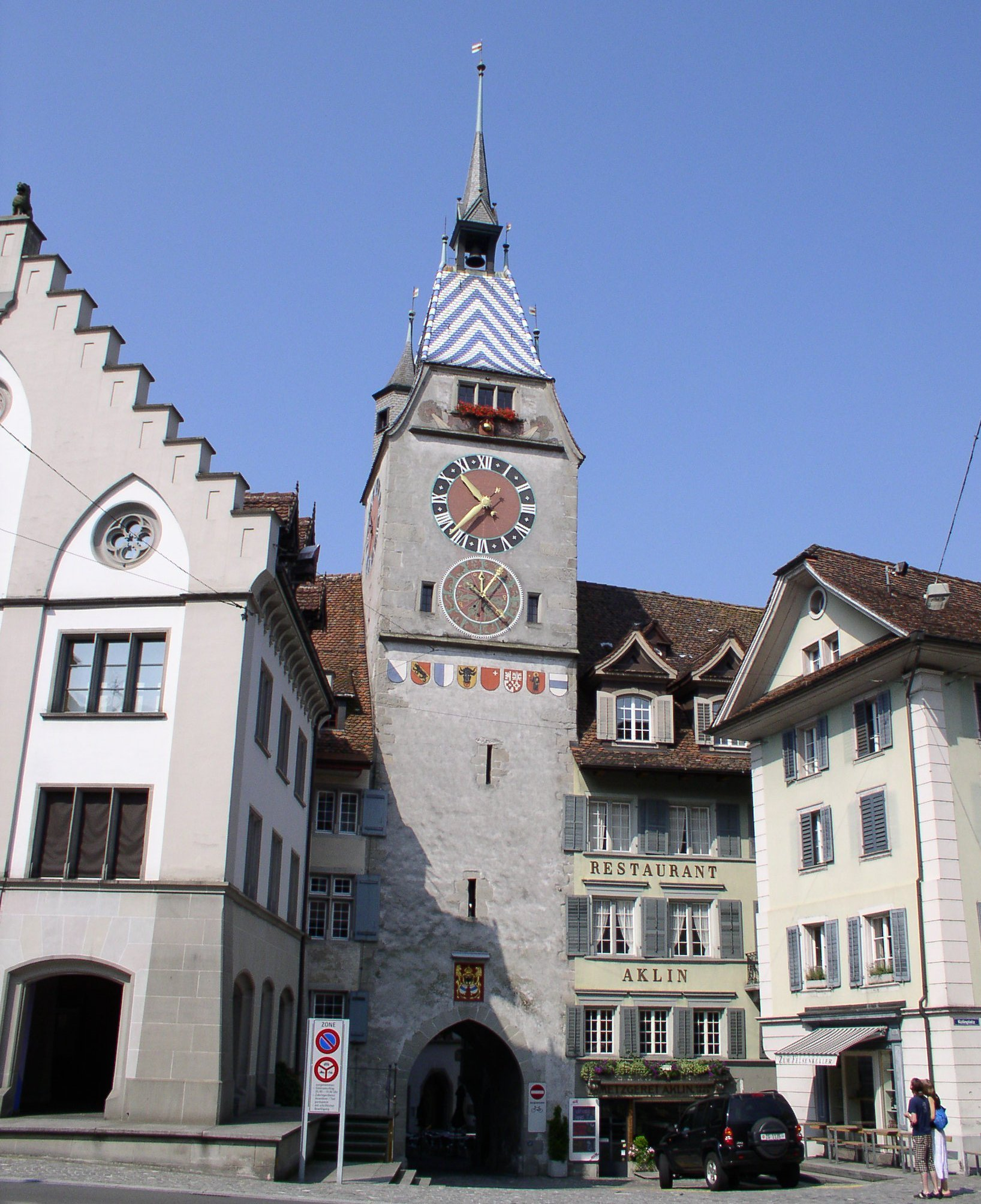
A Zytturm keleti oldala

Az 52 méter magas Zytturm a város jelképe, a mai belső és a külső óvárosi rész határán található. A 13. század közepén a legrégebbi falgyűrűn egyszerű beléptető kapuként épült, később a fiatal város legfontosabb megerősített bejárata lett.
1478-1480 között Hans Felder, a zugi Szent Oswald templom építőmestere megmagasította és a város irányába néző félnyeregtetővel, kisebb tornyokkal, valamint falcsorbázattal látta el az oldal támpilléres tornyot.
A Zytturm tetőzete 1557-ben kapta máig megmaradt formáját: kiegészült az őrszobával, toronyformájú zárt erkélyekkel és a meredek, a város színeivel befestett kontyos tetővel.
1574-ben került sor a nagy óra és alatta egy csillagászati óra beépítésére a torony keleti – Kolinplatz felé néző – oldalán. A csillagászati óra mutatói különbözőek: a nyíl alakú mutató a heteket, a félhold-végű mutató a holdfázisokat, a nap a hónapot és az S betű a szökőévet (Schaltjahr) mutatja. A számlap külső körgyűrűjét fekete-fehér négyzetek alkotják, amik az év napját mutatják. A középső körgyűrűben a 12 zodiákus jegyet ábrázolták, ez a napmutatóval van kapcsolatban. A legbelső körben a hét napjait istenalakok testesítik meg. A toronyszoba alatt található a holdgömb, ami teliholdnál aranyszínű, újholdnál pedig fekete.
Az építmény sokáig a város zárható kapujaként szolgált, később börtönként, illetve őrtoronyként is használták. Az őrtoronyban – ahonnan csodálatos kilátás nyílik a városra, a Zugi-hegyre és a Zugi-tóra – az úgynevezett „szélőrök” ügyeltek arra, hogy a hegyről lefújó szél ne okozzon tüzet a városban. Az első tűzfénynél tűz-kürttel figyelmeztették a lakókat a veszélyre.
A Zytturm utolsó nagy restaurálása1952-ben történt: ekkor látták el az épületet a tipikus kék-fehér tetőcserepekkel.

### Rathaus
A zugi Rathaus Svájc egyik legjelentősebb késő gótikus stílusú építészeti alkotása. A négyszintes épület 1506 és 1509 között Heinrich Sutter építőmester tervei alapján készült. A lépcsős homlokzatú épület az óváros szívében, a Fischmarkt (halpiac) és Unter Alstadt (alsó óváros) között található. A földszint korábban piaccsarnok volt; az első és második szintet a tanácstestület és a törvényszék igényei szerint változtatták, a legfelső emelet pedig tanácsteremként működött.
Napjainkban a Rathaus tulajdonosa a város; az épületet irodaként, tanácsülésekhez és gyűlésekhez használják. A felső emeleten, a hársfából készült fafaragásokkal és fametszetekkel, valamint a „Krisztus Pilátus előtt” című domborművel díszített gótikus teremben kiállításokat és más kulturális rendezvényeket szerveznek.

### Szent Oswald templom
A késő gótikus stílusú Szent Oswald templom építése 1478. május 18-án kezdődött a dél-német származású idősebb Hans Felder irányítása alatt. Az építkezés 5 évig tartott. Az egyhajós templomot a 16. század közepén három-hajós bazilikává bővítették. Az 1760-as években Viktor Ferdinand Bossard egy barokk orgonát épített a templomba. 1860-70-ben Karl Albert Keiser a templomot a neogótika szerint alakította át.

### Theater Casino Zug
A Casino Zug színház 1907-1909 között Dagobert Kaiser és Richard Bracher zugi építészek tervei alapján készült neobarokk stílusban, miután a színház- és zenetársulat javítási munkálatokra szoruló városi színházát bezárták. Az 1950-es években a színházterem nem túl jó akusztikája miatt többen az épület lebontását és egy teljesen új színház építését követelték. Végül az épületet 1979 és 1981 között Hans-Peter Ammann és Peter Baumann építészek tervei alapján teljesen restaurálták és az északi oldalon egy teremmel bővítették.
|  |  |  |

## Földrajz
Zug 425 méter tengerszint feletti magasságban, Zürichtől délre (légvonalban 23 km), a Zugi-tó északkeleti partján, a Zugi-hegy nyugati lankáin fekszik Közép-Svájcban. A 33,8 km² területű település magában foglalja a Zugi-tó északkeleti részét (12 km²), illetve partszakaszát, valamint az Alpok előtérségének dombvidékét. A tópart hossza Zugban kb. 11 km (a Chamtól északra lévő öböltől a Walchwil közelében található Lotenbachig).
A Zugi-tó északi partja mentén, átlagosan 420 m tengerszint feletti magasságban húzódik az 1 km széles Lorze-síkság (Lorzenebene), ami az utolsó jégkorszak idején a Lorze folyó magával vitt hordalékával töltődött fel.

## Közlekedés
Zug közlekedés szempontjából kedvező helyen, a Zürich–Luzern és a Zürich-Gotthard vasútvonalon fekszik. InterCityvel 25 perc alatt lehet eljutni Zürichből vagy Luzernből a városba. Az A4a autópálya-rész összeköti Zugot az A4 autópályával (Bargen-Altdorf), amin keresztül az A14 jelzésű autópálya (Holzhäusern–Luzern) is elérhető. A legközelebbi repülőtér (Zürich-Kloten) autóval 60 perc alatt vagy gyorsvonattal 30 perc alatt közelíthető meg.
Zug csatlakozik a zürichi S-Bahn-hálózathoz (városon belüli gyorsvonat) és sűrű hálózatú tömegközlekedéssel rendelkezik. A 2003. november 28-án ünnepélyes körülmények között átadott felújított zugi állomás (Bahnhof Zug), illetve a Bahnhofplatz alkotja a zugi közlekedési vállalat (Zugerland Verkehrsbetriebe, ZVB), központi csomópontját. A közlekedési hálózat mintegy 285 megállóhellyel rendelkezik és teljes hossza 197 km. 2004. december 12-e óta a Stadtbahn Zug (zugi gyorsvonat) még gyorsabbá és kényelmesebbé teszi a helyközi közlekedést (az 1. számú vonal Baar és Luzern között közlekedik, a 2. számú vonal pedig Walchwilen keresztül Erstfeldbe visz.
A zugi hajótársaság (Gesellschaft in Schifffahrtsgesellschaft für den Zugersee, SGZ) hajóival április és október között lehet hajótúrát tenni a Zugi-tavon. A flotta négy hajója minden nagyobb tóparti helységnél kiköt.
A Zugi-hegyre a zugi hegyi vasút (Zugerbergbahn, ZBB) felvonóival lehet feljutni. Az út a Schönegg megállótól a 926 méter tengerszint feletti magasságban lévő hegyi állomásra mindössze 6 percig tart.

## Lakosság
| A lakosság alakulása | A lakosság alakulása | A lakosság alakulása | A lakosság alakulása | A lakosság alakulása | A lakosság alakulása | A lakosság alakulása | A lakosság alakulása | A lakosság alakulása | A lakosság alakulása | A lakosság alakulása | A lakosság alakulása | A lakosság alakulása | A lakosság alakulása | A lakosság alakulása |
| -------------------- | -------------------- | -------------------- | -------------------- | -------------------- | -------------------- | -------------------- | -------------------- | -------------------- | -------------------- | -------------------- | -------------------- | -------------------- | -------------------- | -------------------- |
| Év                   | 1850                 | 1880                 | 1900                 | 1910                 | 1920                 | 1930                 | 1941                 | 1950                 | 1960                 | 1970                 | 1980                 | 1990                 | 2000                 | 2007                 |
| Lakosság             | 3'302                | 4'805                | 6'508                | 2'586                | 8'096                | 9'499                | 11'113               | 12'372               | 14'488               | 19'792               | 22'972               | 21'609               | 22'973               | 26'105               |

Zug 26 105 lakosával (2007. december) a Zugi kanton legnagyobb városa.